# St. Albans (town)
St. Albans è un comune degli Stati Uniti d'America, situato nello Stato del Vermont e in particolare nella contea di Franklin.